# プレザンス郡

プレザンス郡
Plezans

プレザンス郡（プレザンスぐん、ハイチ語: Plezans、フランス語: Plaisance）は、ハイチ北県西南部の内陸の郡。北にオボイ郡、北東にランベ郡、南西にアルティボニット県グウォ・モーン郡、ゴナイーヴ郡、南東にマムラード郡と接する。
北西にピラト、南東にプレザンスの2つのコミーンがある。郵便番号は17から始まる。

## 脚註
1. 1 2  “Haiti: administrative units, extended”.   GeoHive.com. 2016年10月5日時点のオリジナルよりアーカイブ。2021年8月10日閲覧。
2. ↑  “POPULATION TOTALE, POPULATION DE 18 ANS ET PLUS MÉNAGES ET DENSITÉS ESTIMÉS EN 2015” (pdf).   Institut Haïtien de Statistique et d’Informatique (IHSI). pp. 16 - 17 (2015年3月). 2021年8月10日閲覧。